# فرهنگ خسروپناه
فرهنگ خسروپناه تیرانداز اهل ایران بوده است.
وی در بازی‌های المپیک تابستانی ۱۹۴۸ در ماده تفنگ سه وضعیت ۳۰۰ متر در رده ۳۶ و در ماده تفنگ خفیف خوابیده ۵۰ متر در رده ۶۹ رده‌بندی مسابقات قرار گرفت.